# Bushy Graham
Bushy Graham (eigentlich Angelo Geraci; * 8. Juni 1905 in Kalabrien, Italien; † 13. April 1982) war ein italo-amerikanischer Boxer im Bantamgewicht. Er wurde von Joe Tedesco trainiert.

## Profikarriere
Im Jahre 1905 begann er erfolgreich seine Karriere. Am 23. Mai 1928 boxte er gegen Corporal Izzy Schwartz um die vakanten Weltmeistertitel der Verbände NYSAC und NBA und gewann durch einstimmigen Beschluss. Beide Titel hielt er bis zum darauffolgenden Jahr.
Im Jahre 1937 beendete er nach 139 Kämpfen bei 113 Siegen (davon 40 durch K. o.) seine Karriere.